# Homalomena clandestina
Homalomena clandestina är en kallaväxtart som beskrevs av P.C.Boyce, S.Y.Wong och Fasih. Homalomena clandestina ingår i släktet Homalomena och familjen kallaväxter. Inga underarter finns listade.